# Holconia colberti
Holconia colberti är en spindelart som beskrevs av Hirst 1991. Holconia colberti ingår i släktet Holconia och familjen jättekrabbspindlar.
Artens utbredningsområde är Victoria, Australien. Inga underarter finns listade i Catalogue of Life.